# جزیره اتلسوف
جزیره اتلسوف (انگلیسی: Atlasov Island) که در زبان روسی استروف (Остров Атласова) و در زبان ژاپنی آرادیو (阿頼度島) نیز نامیده می‌شود، شمالی‌ترین جزیره و آتشفشان و بلندترین آتشفشان در جزایر کوریل است که بخشی از استان ساخالین به‌شمار می‌رود.
این جزیره به نام ولادیمیر اتلسوف کاوشگر روس در سده ۱۷ نام‌گذاری شده که شبه‌جزیره کامچاتکا در نزدیکی این جزیره را به روسیه ملحق کرد. جزیره اتلسوف مخروط یک آتشفشان زیردریایی است که از دریای اختسک سر برآورده و ۲٬۳۳۹ متر ارتفاع دارد. مساحت جزیره حدود ۱۱۹ کیلومتر مربع است ولی در حال حاضر غیرقابل سکونت است.